# Steve Bloomer
Steve Bloomer (20. ledna 1874, Cradley, Anglie — 16. dubna 1938, Derby, Anglie) byl anglický fotbalový útočník.
Byl také výtečným hráčem baseballu, s mužstvem Derby County Baseball Club se stal třikrát anglickým mistrem.
V roce 2009 byla na stadionu Pride Park odhalena jeho busta. Hymna klubu Derby County se podle něj jmenuje Steve Bloomer's Watchin'.

## Hráčská kariéra
Hrál za Derby County FC, s nímž získal druhé místo v lize v roce 1896 a byl finalistou poháru 1898, 1899 a 1903. Se 316 vstřelenými brankami je druhým nejlepším střelcem historie Football League First Division po Jimmy Greavesovi. Pětkrát byl nejlepším kanonýrem ligového ročníku: 1895, 1896, 1897, 1899, 1901. V kariéře zaznamenal sedmnáctkrát hattrick. Za anglickou fotbalovou reprezentaci dal 28 gólů a osmkrát s ní vyhrál British Home Championship. Ze 23 zápasů, k nimž nastoupil, Angličané prohráli pouze dva. Jeho nejsilnější zbraní byla prudká přízemní střela bez přípravy.

## Trenérská kariéra

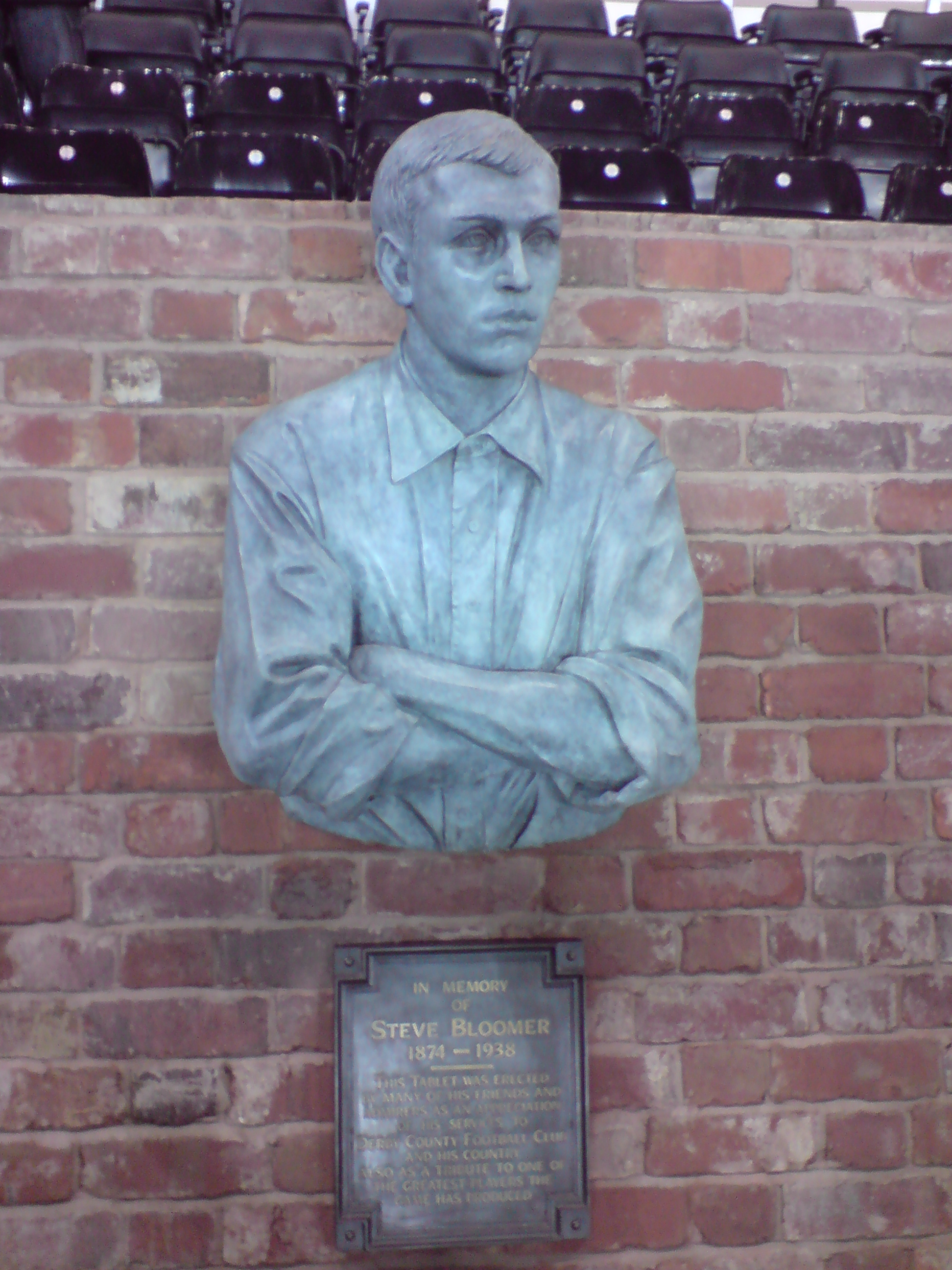
Bloomerova busta

V roce 1914 působil v Německu jako trenér, po vypuknutí první světové války byl jako občan nepřátelského státu internován ve Špandavě až do roku 1918.